# Liste der Kulturdenkmale in Reesdorf (Holstein)
In der Liste der Kulturdenkmale in Reesdorf sind alle Kulturdenkmale der schleswig-holsteinischen Gemeinde Reesdorf (Kreis Rendsburg-Eckernförde) und ihrer Ortsteile aufgelistet (Stand: 10. März 2025).

## Legende
In den Spalten befinden sich folgende Informationen:
- Objekt-ID: die Nummer des Kulturdenkmales
- Lage: die Adresse des Kulturdenkmales und die geographischen Koordinaten. Kartenansicht, um Koordinaten zu setzen. In der Kartenansicht sind Kulturdenkmale ohne Koordinaten mit einem roten Marker dargestellt und können in der Karte gesetzt werden. Kulturdenkmale ohne Bild sind mit einem blauen Marker gekennzeichnet, Kulturdenkmale mit Bild mit einem grünen Marker.
- Offizielle Bezeichnung: Bezeichnung des Kulturdenkmales
- Beschreibung: die Beschreibung des Kulturdenkmales
- Bild: ein Bild des Kulturdenkmales

## Bauliche Anlagen
| Objekt-ID      | Lage                                    | Offizielle Bezeichnung             | Beschreibung | Bild            |
| -------------- | --------------------------------------- | ---------------------------------- | --- | --------------- |
| 1726 Wikidata  | (54° 11′ 23″ N, 10° 3′ 19″ O)           | Eiderbrücke                        | Alteintragung (Aktualisierung vorgesehen) - Begründung: Alteintragung (Aktualisierung vorgesehen) - Schutzumfang: Alteintragung (Aktualisierung vorgesehen) - Denkmaltyp: Bauliche Anlage | Fotos hochladen |
| 10075 Wikidata | Eiderweg 3 (54° 11′ 19″ N, 10° 3′ 9″ O) | Wasserpumpe (hydraulischer Widder) | hydraulischer Widder; Alteintragung (Aktualisierung vorgesehen) - Begründung: geschichtlich, wissenschaftlich, technisch - Schutzumfang: gesamtes Objekt - Denkmaltyp: Bauliche Anlage    | Fotos hochladen |

## Quelle
- Liste der Kulturdenkmale in Schleswig-Holstein – Kreis Rendsburg-Eckernförde

- Karte mit allen Koordinaten:
- OSM |
- WikiMap